# نتونیتسه
نتونیتسه (به چکی: Netunice) یک منطقهٔ مسکونی در جمهوری چک است که در Plzeň-South District واقع شده‌است. نتونیتسه ۵٫۰۴ کیلومتر مربع مساحت و ۱۷۰ نفر جمعیت دارد و ۴۵۵ متر بالاتر از سطح دریا واقع شده‌است.